# مادونا الورود
مادونا الورود أو عذراء الورود هي لوحة بريشة الرسام الفرنسي ويليام بوغيرو. اختتم الرسام الفرنسي العمل الفني المعنون «مادونا الورود» عام 1903، قبل عامين فقط من وفاته. تعرض الرسام لخسائر كبيرة خلال حياته، حيث رأى أربعة من أبنائه الخمسة يموتون - آخرهم كان بول، الذي توفي بعد إصابته بمرض السل في سن الثانية والثلاثين عام 1900. في الواقع، كان نفس المرض التي أودى بحياة زوجته الأولى وأطفاله الآخرين. ربما بسبب العدد الكبير من الأطفال الذين كان على الفنان أن يتخلى عنهم من خلال فقدانهم، كانت أعماله الفنية مع الأطفال آسرة للغاية. أسفرت لحظة حزن بوغيرو عن بعض من روائعه، مثل بييتا وعذراء العزاء - وكلها ذات مواضيع دينية. كان بوغيرو يميل إلى التصوير الديني والأسطوري أثناء دراسته في مدرسة الفنون الجميلة في باريس - مما يعني أن لديه خلفية أكاديمية متأثرة بعصر النهضة والإغريق القدماء. وقد أشادت الأكاديميات وصالون باريس بهذه المواضيع، والتي تضمنت أعمال بوغيرو في كل معرض. تشبه الوحة عمله السابق بعنوان العذراء والطفل، ولكن مع المزيد من الشخصيات والأشكال الطبيعية.

## الوصف
في مادونا الورود يصور بوغيرو والدة يسوع مع ابنها المبارك في حضنها. على الرغم من أن الفنان تلقى تدريبًا كلاسيكيًا، إلا أنه أخذ تفسيره الخاص للمشاهد. يصور الفنان الطفل يسوع عاريًا، في وضع شبه جنيني وينظر مباشرة إلى عيني المشاهد، مذكراً الجمهور بإنسانيته. يديه مشدودتان، وبشرة شاحبة، وخدود وردية، وشعر أشقر مجعد. مادونا ترتدي فستانًا أزرق داكن بأكمام حمراء وحواف ذهبية مزخرفة. تغطي قطعة قماش بيضاء نقية شعرها وكتفيها كرمز للنقاء وهي تنظر إلى السماء. كلا الشكلين لهما هالات ذهبية مزخرفة كعلامة على الألوهية. النصف السفلي من الخلفية مملوء بشجيرات الورد المليئة بالورود الكبيرة الحمراء والوردية. الجدار الخلفي ذهبي اللون عليه رسومات الأرابيسك، وهناك عمودان على شكل يوناني. كلاهما يحتوي على جزء من حجر الزمرد، بينما الجزء العلوي من الرخام الأبيض، محفور عليه رسومات مفصلة. كان بوغيرو قادرًا على منح الحياة الحقيقية لهاتين الشخصيتين، آسر الجمهور بجماله.